# Distrito electoral de North Star (condado de Frontier, Nebraska)
North Star (en inglés: North Star Precinct) es un distrito electoral ubicado en el condado de Frontier en el estado estadounidense de Nebraska. En el Censo de 2010 tenía una población de 28 habitantes y una densidad poblacional de 0,3 personas por km².

## Geografía
North Star se encuentra ubicado en las coordenadas 40°29′00″N 100°29′51″O / 40.48333, -100.49750. Según la Oficina del Censo de los Estados Unidos, North Star tiene una superficie total de 94.1 km², de la cual 94.1 km² corresponden a tierra firme y (0%) 0 km² es agua.

## Demografía
Según el censo de 2010, había 28 personas residiendo en North Star. La densidad de población era de 0,3 hab./km². De los 28 habitantes, North Star estaba compuesto por el 100% blancos, el 0% eran afroamericanos, el 0% eran amerindios, el 0% eran asiáticos, el 0% eran isleños del Pacífico, el 0% eran de otras razas y el 0% pertenecían a dos o más razas. Del total de la población el 0% eran hispanos o latinos de cualquier raza.